# Zona de desarrollo de Dalian
La Zona de desarrollo económico y tecnológico de Dalian (大连开发区,DDA lit: Zona abierta de Dalian)  es la principal zona franca ubicada en el Distrito de Jinzhou de la ciudad de Dalian en la provincia de Liaoning, República Popular China. Se formó a finales de 1984.

## Historia
Se creó en septiembre de 1984 bajo el nombre Zona de Desarrollo Económico y Tecnológico de Dalián (大连经济技术开发区) o sólo como Zona de desarrollo de Dalian (DDZ) por sus siglas en inglés,El área incluye la Zona de Libre Comercio (大连保税区) al sur y la Zona de desarrollo de puerto al este. Ahora DDZ es una ciudad amplia, con todo tipo de comercios e instituciones como escuelas y universidades ,todo distribuido en un territorio de 338 kilómetros cuadrados, con una población de 360.000, que incluye 31 grupos étnicos, incluidos los Han, Man, Hui,coreano,mongoles,entre otros.

## Ubicación
DDA está situada al norte de la zona urbana de Dalián. La distancia entre esos puntos es de 30 kilómetros.Se tarda unos 30 minutos en llegar a DDA en coche. Metro de Dalián Metro conecta el centro con la zona de desarrollo.

## Educación
Otras Escuelas Espesciales:
Dalian Maple Leaf International School
Dalian American International School
Dalian Korean International School

## Clima
| Parámetros climáticos promedio de Zona de desarrollo de Dalian (1971–2000) | Parámetros climáticos promedio de Zona de desarrollo de Dalian (1971–2000) | Parámetros climáticos promedio de Zona de desarrollo de Dalian (1971–2000) | Parámetros climáticos promedio de Zona de desarrollo de Dalian (1971–2000) | Parámetros climáticos promedio de Zona de desarrollo de Dalian (1971–2000) | Parámetros climáticos promedio de Zona de desarrollo de Dalian (1971–2000) | Parámetros climáticos promedio de Zona de desarrollo de Dalian (1971–2000) | Parámetros climáticos promedio de Zona de desarrollo de Dalian (1971–2000) | Parámetros climáticos promedio de Zona de desarrollo de Dalian (1971–2000) | Parámetros climáticos promedio de Zona de desarrollo de Dalian (1971–2000) | Parámetros climáticos promedio de Zona de desarrollo de Dalian (1971–2000) | Parámetros climáticos promedio de Zona de desarrollo de Dalian (1971–2000) | Parámetros climáticos promedio de Zona de desarrollo de Dalian (1971–2000) | Parámetros climáticos promedio de Zona de desarrollo de Dalian (1971–2000) |
| Mes                                                                        | Ene.                                                                       | Feb.                                                                       | Mar.                                                                       | Abr.                                                                       | May.                                                                       | Jun.                                                                       | Jul.                                                                       | Ago.                                                                       | Sep.                                                                       | Oct.                                                                       | Nov.                                                                       | Dic.                                                                       | Anual                                                                      |
| -------------------------------------------------------------------------- | -------------------------------------------------------------------------- | -------------------------------------------------------------------------- | -------------------------------------------------------------------------- | -------------------------------------------------------------------------- | -------------------------------------------------------------------------- | -------------------------------------------------------------------------- | -------------------------------------------------------------------------- | -------------------------------------------------------------------------- | -------------------------------------------------------------------------- | -------------------------------------------------------------------------- | -------------------------------------------------------------------------- | -------------------------------------------------------------------------- | -------------------------------------------------------------------------- |
| Temp. máx. media (°C)                                                      | −0.4                                                                       | 1.4                                                                        | 7.2                                                                        | 14.6                                                                       | 20.2                                                                       | 24.2                                                                       | 26.6                                                                       | 27.3                                                                       | 23.9                                                                       | 17.5                                                                       | 9.7                                                                        | 3.1                                                                        | 14.6                                                                       |
| Temp. mín. media (°C)                                                      | −6.8                                                                       | −5.0                                                                       | 0.2                                                                        | 6.6                                                                        | 12.2                                                                       | 17.2                                                                       | 21.0                                                                       | 21.6                                                                       | 17.4                                                                       | 10.6                                                                       | 2.8                                                                        | −3.5                                                                       | 7.9                                                                        |
| Precipitación total (mm)                                                   | 8.9                                                                        | 5.8                                                                        | 12.1                                                                       | 24.7                                                                       | 47.0                                                                       | 83.2                                                                       | 140.1                                                                      | 155.4                                                                      | 65.1                                                                       | 29.0                                                                       | 20.0                                                                       | 10.6                                                                       | 601.9                                                                      |
| Días de precipitaciones (≥ 0.1 mm)                                         | 3.3                                                                        | 2.9                                                                        | 3.7                                                                        | 5.4                                                                        | 7.0                                                                        | 9.3                                                                        | 11.8                                                                       | 9.2                                                                        | 6.0                                                                        | 5.2                                                                        | 5.3                                                                        | 3.4                                                                        | 72.5                                                                       |
| Horas de sol                                                               | 198.0                                                                      | 200.2                                                                      | 238.8                                                                      | 256.9                                                                      | 277.6                                                                      | 254.7                                                                      | 220.7                                                                      | 240.8                                                                      | 251.5                                                                      | 234.6                                                                      | 182.1                                                                      | 183.9                                                                      | 2739.8                                                                     |
| Humedad relativa (%)                                                       | 56                                                                         | 56                                                                         | 55                                                                         | 56                                                                         | 61                                                                         | 73                                                                         | 84                                                                         | 81                                                                         | 69                                                                         | 62                                                                         | 60                                                                         | 58                                                                         | 64.3                                                                       |
| Fuente: China Meteorological Administration                                |                                                                            |                                                                            |                                                                            |                                                                            |                                                                            |                                                                            |                                                                            |                                                                            |                                                                            |                                                                            |                                                                            |                                                                            |                                                                            |